# Joodse begraafplaats (Steenwijk)
De Joodse begraafplaats in de Overijsselse stad Steenwijk is gelegen aan de Eesveenseweg.
Voor 1700 woonden er al Joden in Steenwijk en het stadsbestuur moedigde rond 1720 de vestiging van Joodse handelaren aan. De doden werden vanaf ca. 1775 begraven op een begraafplaats aan de Schapendrift ten zuiden van Noordwolde. Rond 1795 werd de dodenakker aan de Eesveenseweg aangekocht. Deze werd in de loop der jaren verschillende malen uitgebreid.
De gemeente Steenwijk zorgt voor het onderhoud. De grafstenen zijn in juni 2001 gerestaureerd onder auspiciën van de stichting Beth Chaim. Het reinigingshuisje is in 1985 opnieuw opgebouwd, in de voorgevel bevindt zich sindsdien een gedenkplaat voor de Joodse bewoners van Steenwijk die de Tweede Wereldoorlog niet hebben overleefd.

## Afbeeldingen

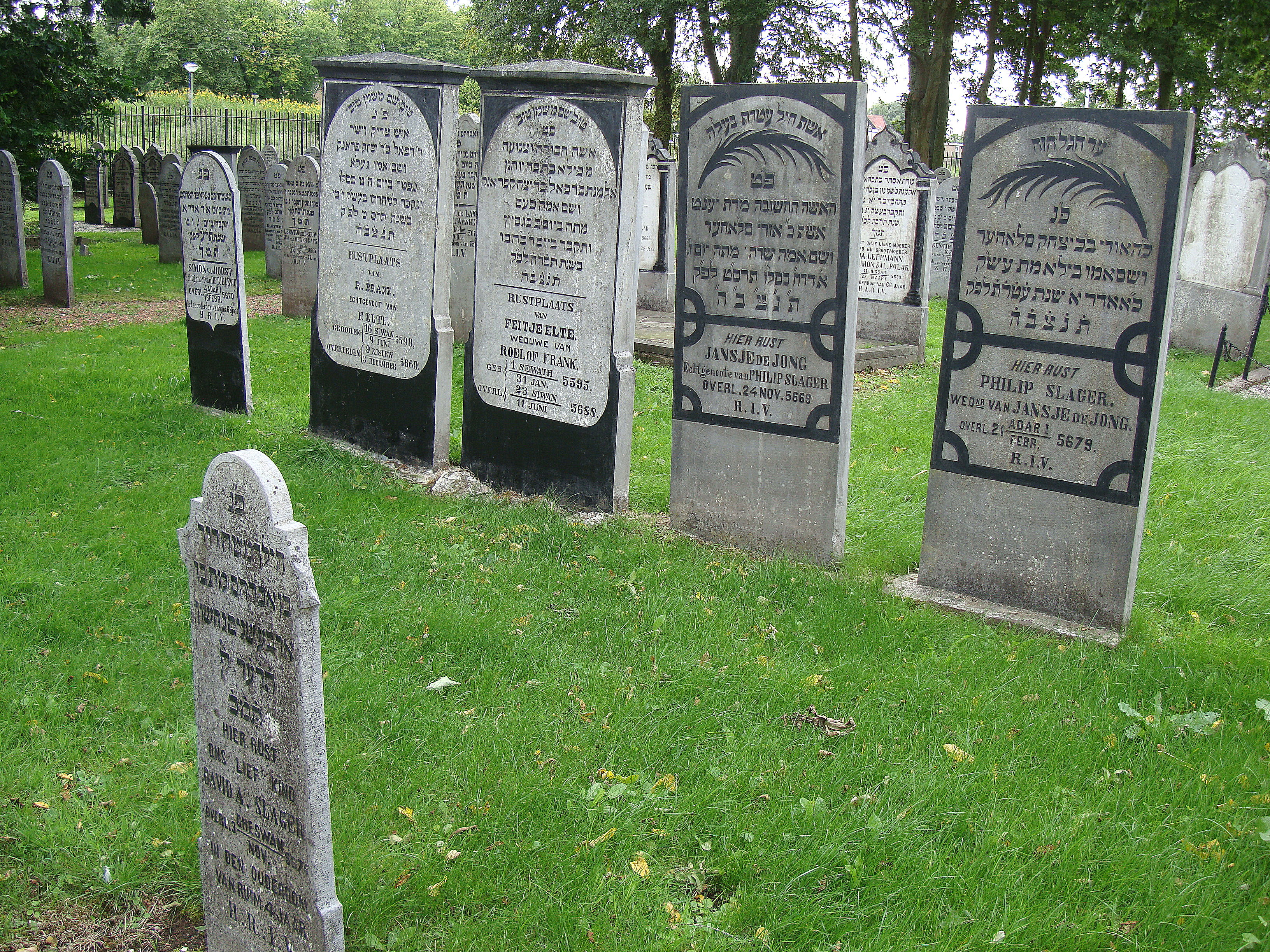
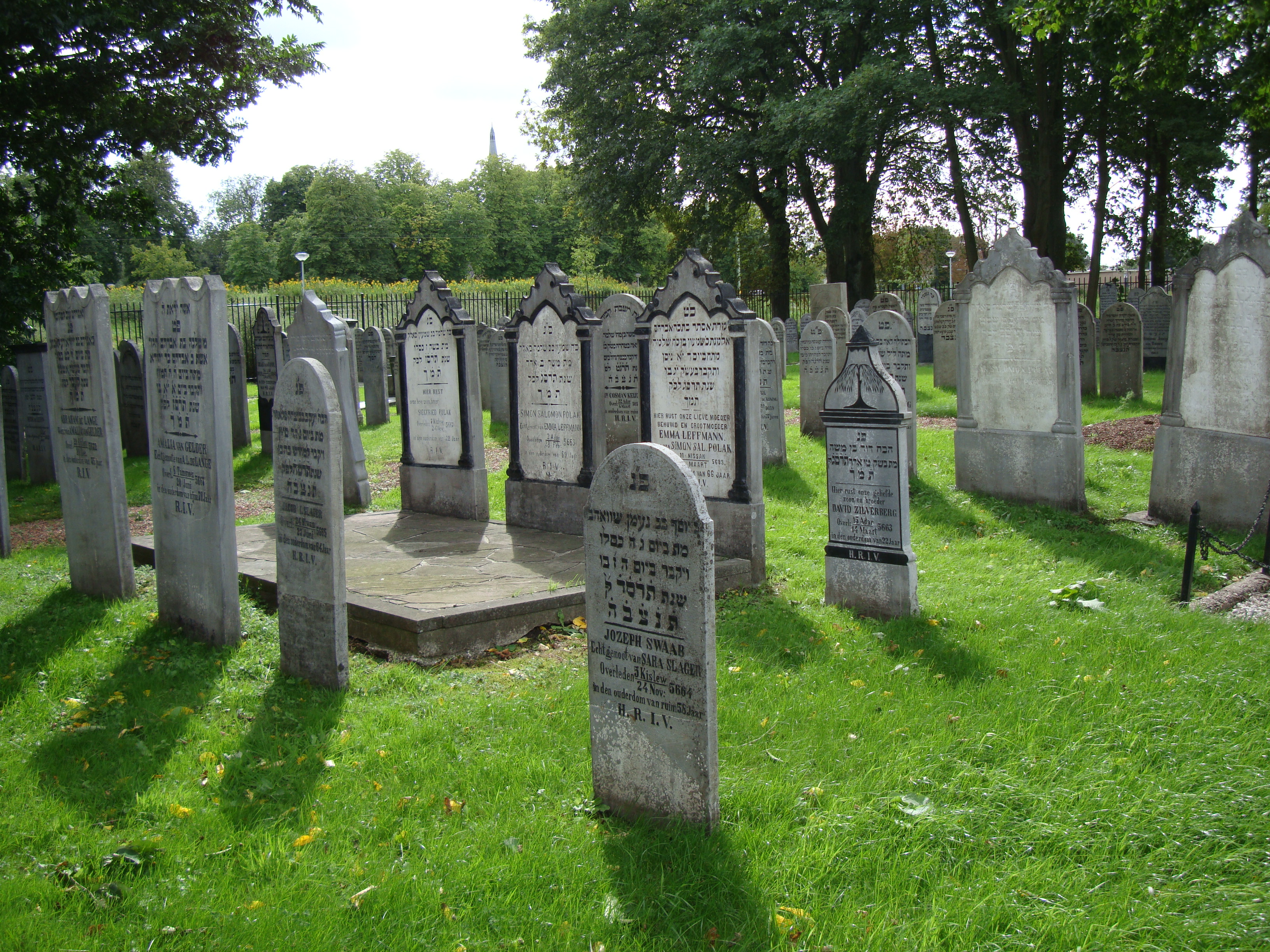
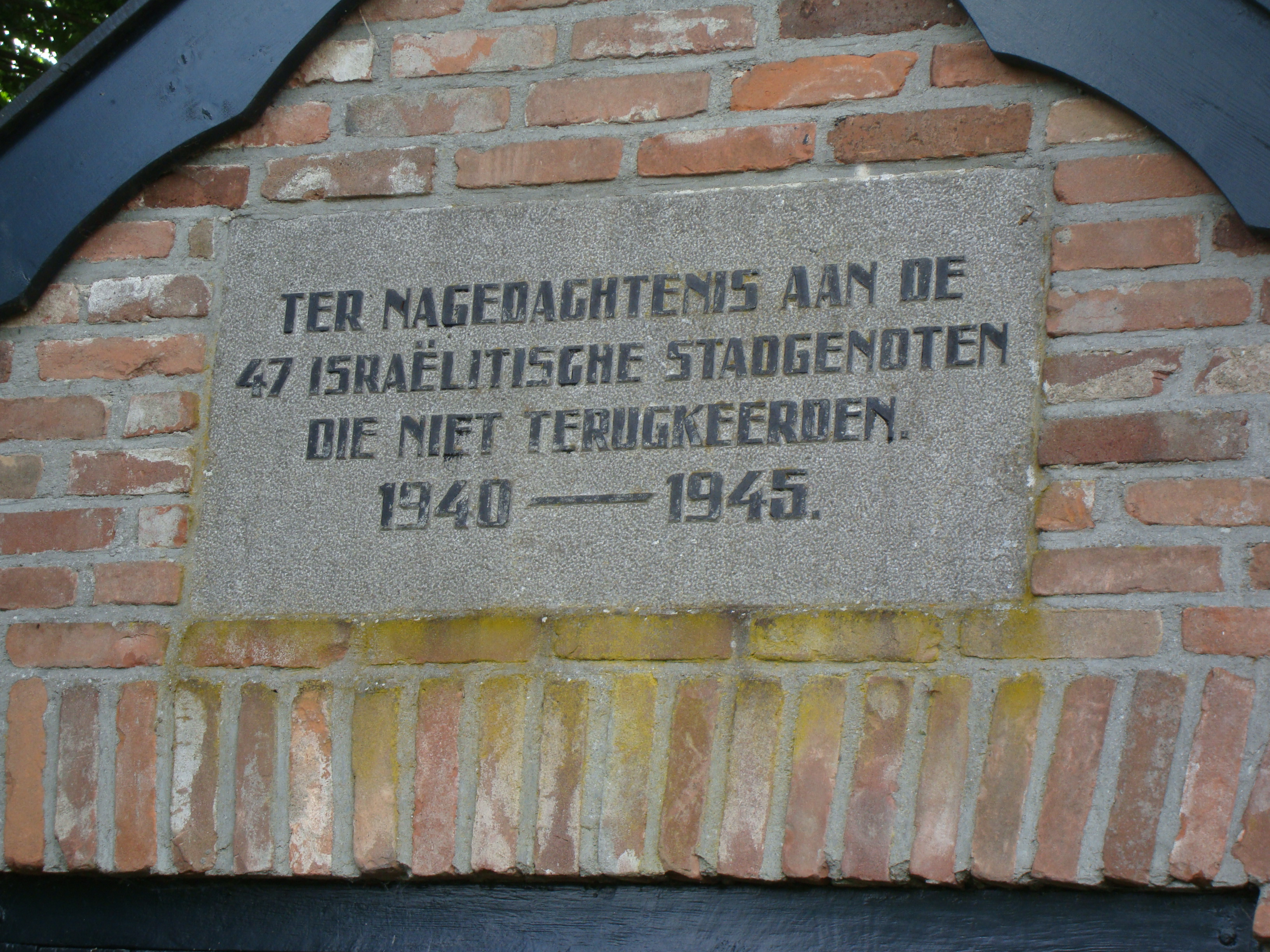
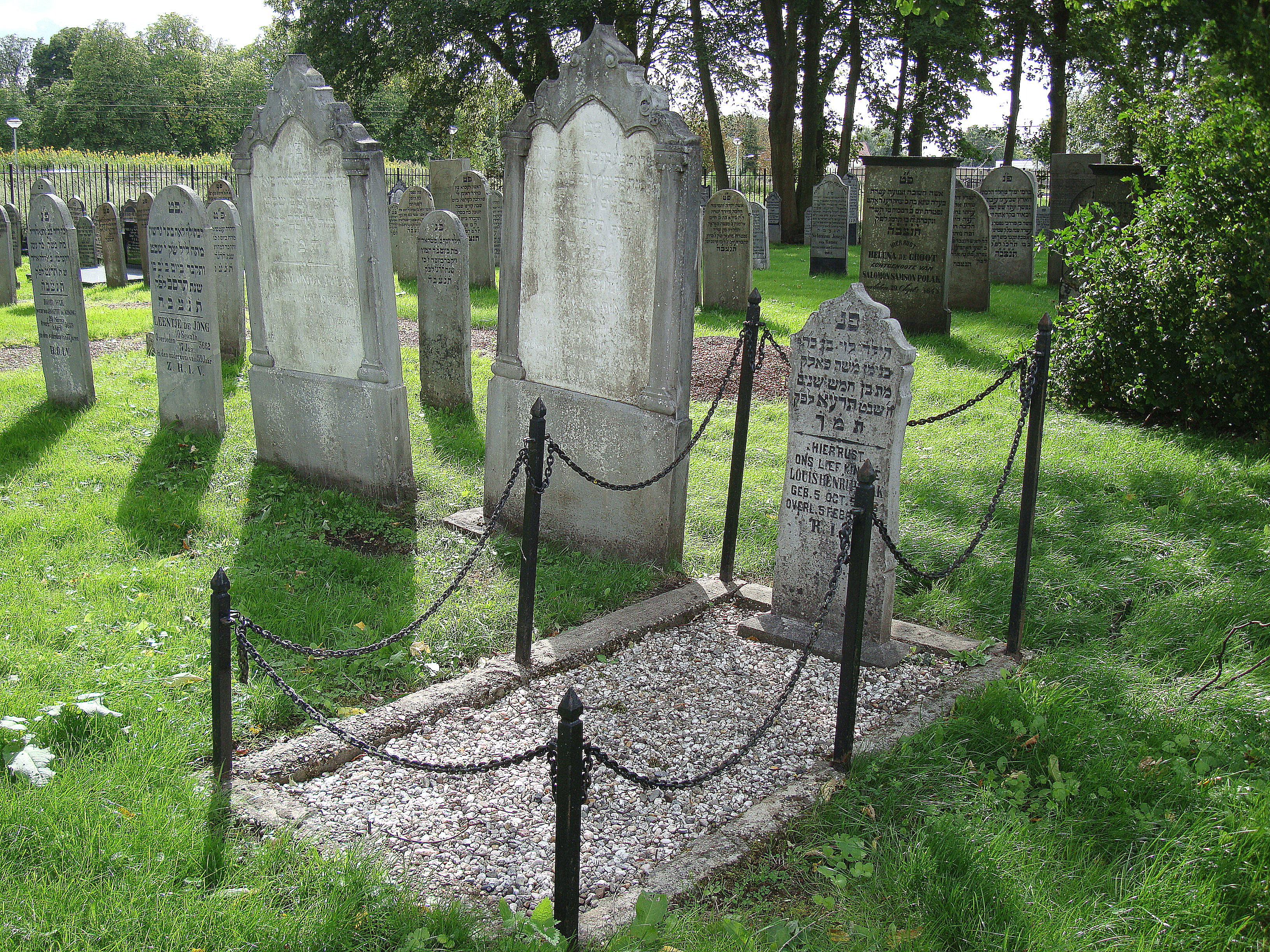
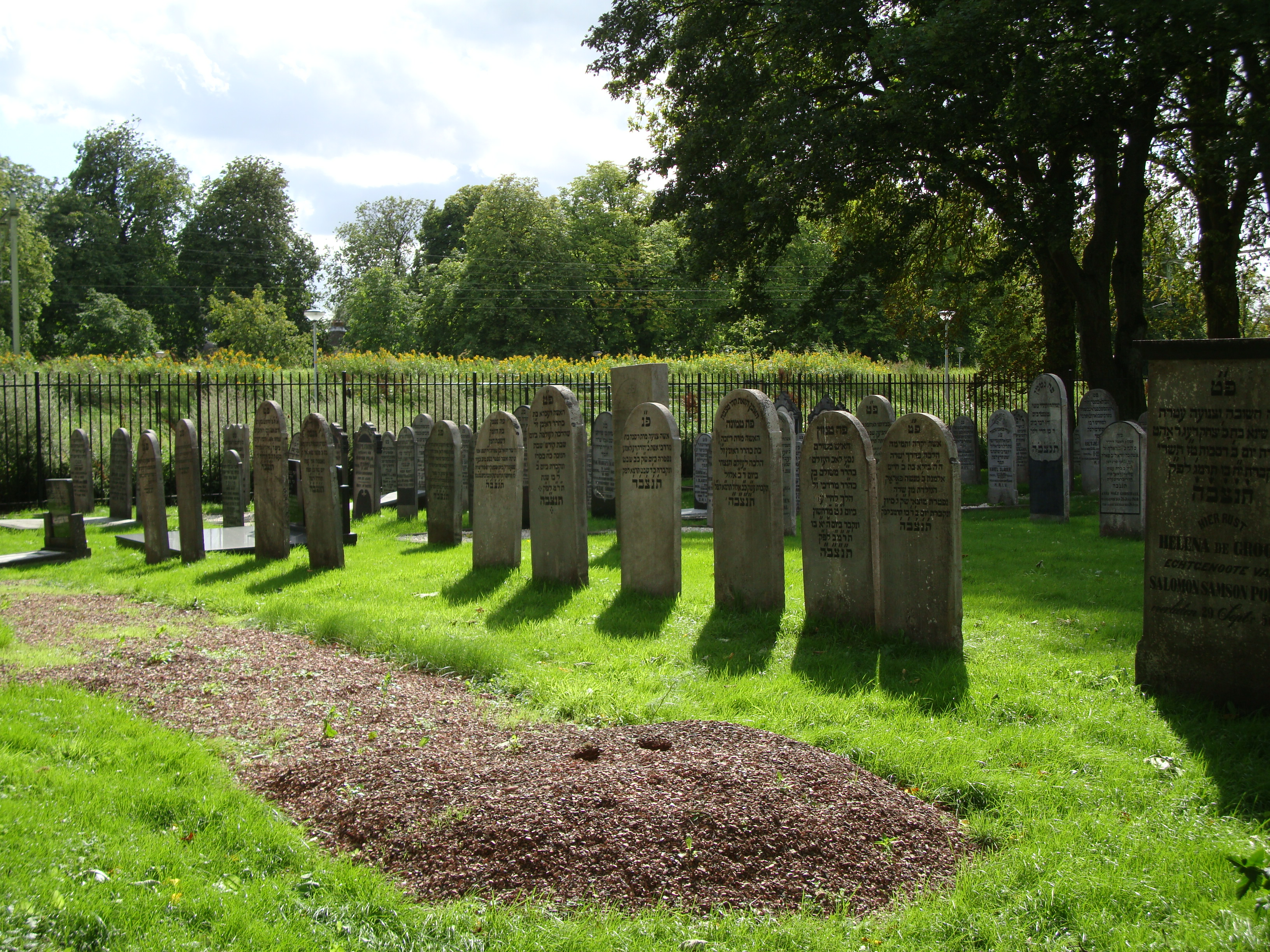
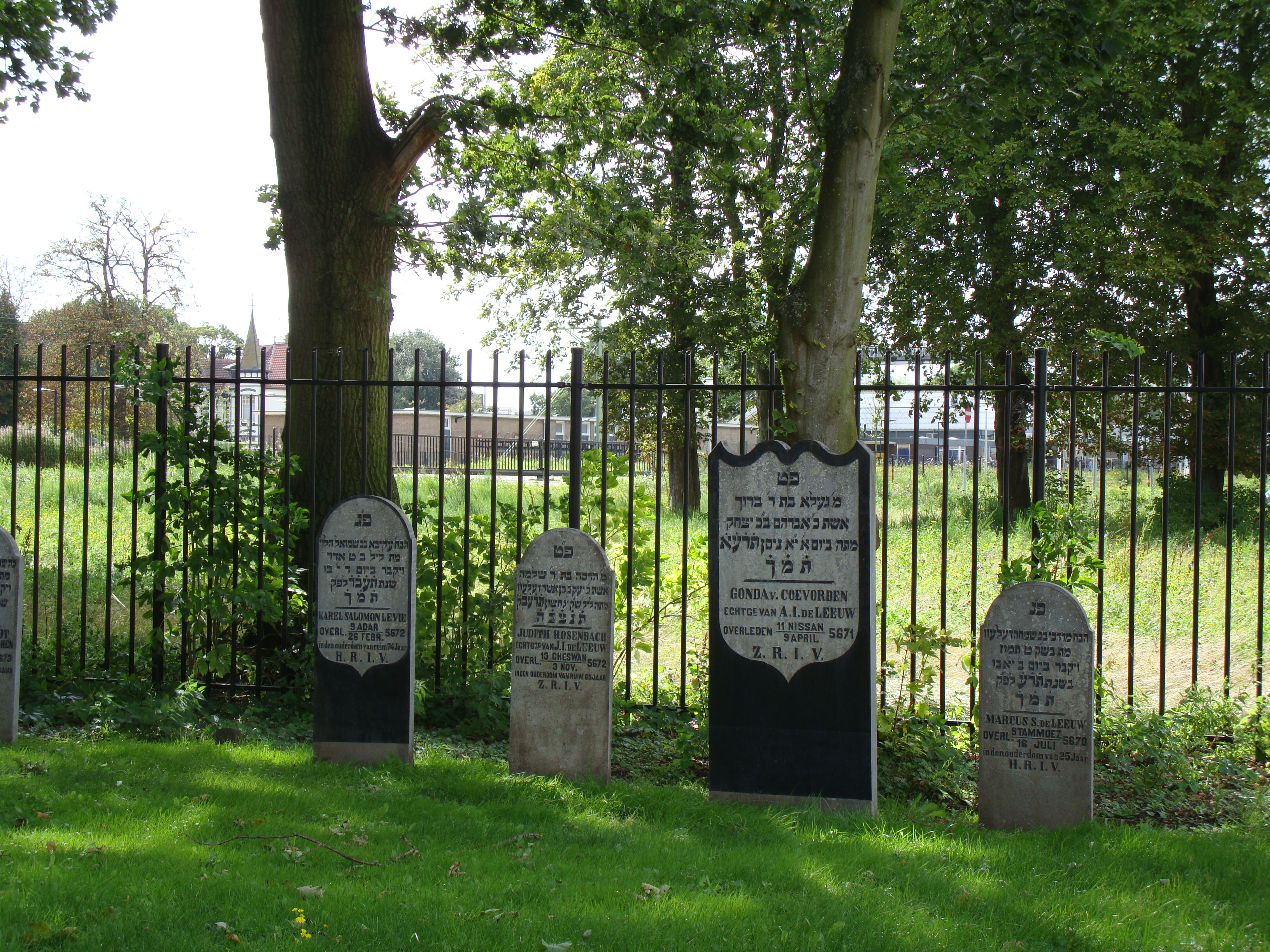